# Алту-Оризонти
Алту-Оризонти (порт. Alto Horizonte) — муниципалитет в Бразилии, входит в штат Гояс. Составная часть мезорегиона Север штата Гойяс. Входит в экономико-статистический  микрорегион Порангату. Население составляет 2872 человека на 2006 год. Занимает площадь 503,762 км². Плотность населения — 5,7 чел./км².

## Статистика
- Валовой внутренний продукт на 2003 год составляет 14 649 846,00 реалов (данные: Бразильский институт географии и статистики).
- Валовой внутренний продукт на душу населения на 2003 год составляет 5364,28 реала (данные: Бразильский институт географии и статистики).
- Индекс развития человеческого потенциала на 2000 год составляет 0,743 (данные: Программа развития ООН).